# 批式生產

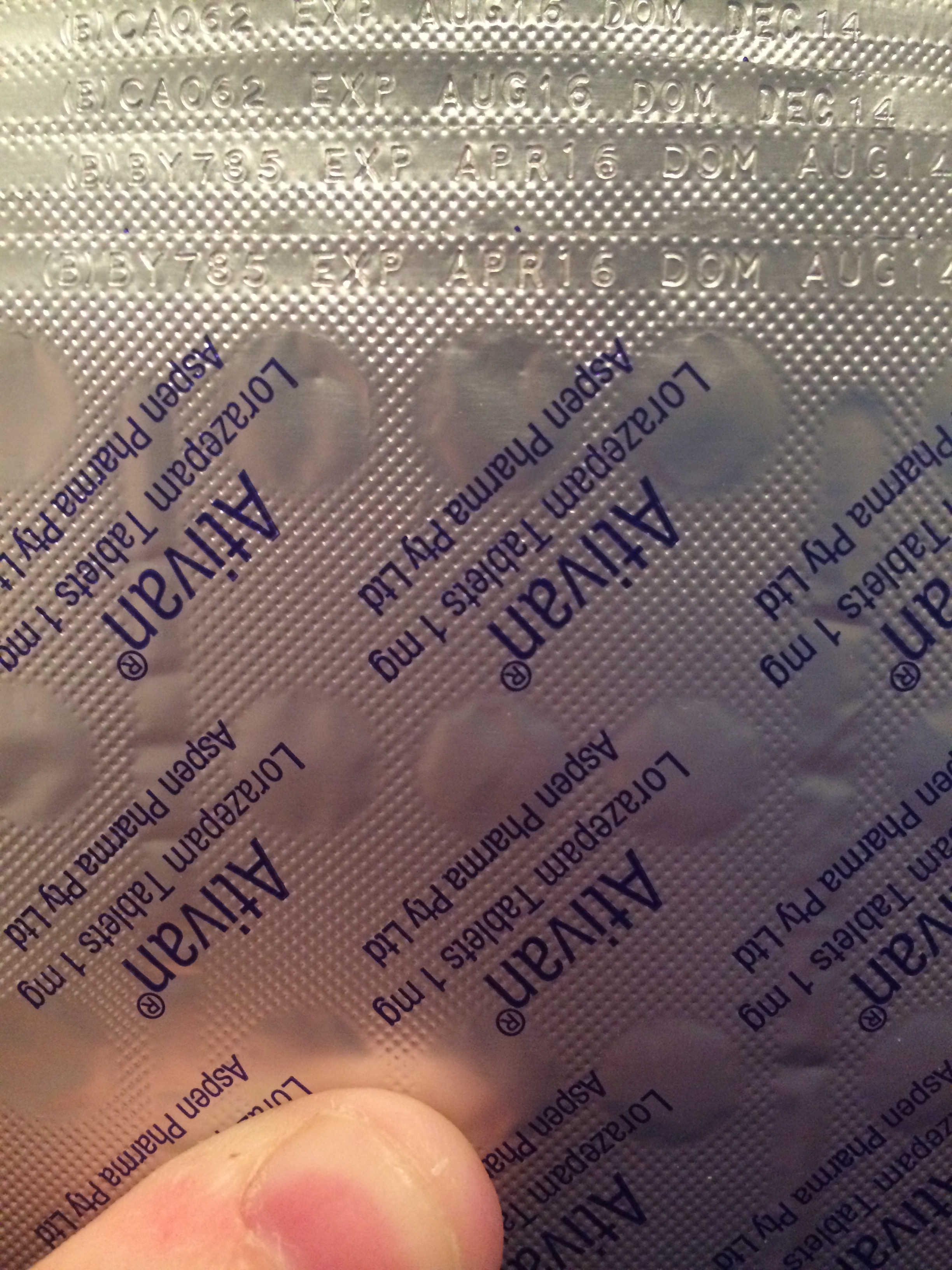
蘿拉西泮的鋁箔包裝印有生產的批次號碼

批式生產是一種生產技術或生產型式，一批又一批的物品經過一站又一站的加工處理。 批式生產與零星生產、大量生產(連續生產)並列為三種主要生產型式。
批式生產在很多行業裡極為常見，如糕餅業、運動鞋生產、原料藥製造、水的純化、墨汁製造、顏料業、黏著劑製造等等。墨汁、顏料業的批式生產風格很經典，有一種技術叫"跑色(colour-run)"。該技術從顏色最淺的批次先開始生產，如淡黃色，然後再逐漸往深色的批次生產，如橘色、紅色、黑色，然後再從頭開始。

## 優缺點
批式生產有數項優點：它可以減少初始資本支出、減少一些重複架設設備的成本，因為一條產線可以生產數種產品。於是無法負擔流水線連續生產的小企業也能以生產彈性取勝。如果零售商買了一批產品但銷售不完，製造商也比較容易停止生產為虧損止血。對於季節性產品、難以預測需求的產品、試驗中的產品、高邊際利潤的產品等也很適合用批式生產的方式進行生產。
然而批式生產也有它的缺失。在生產這批與那批產品之間常常會有很多停頓，造成生產效率不佳，而且在確認上一批產品通過品管檢驗之前，往往不能貿然進行下一批產品的生產。批次間的閒置停頓時間被稱為停機時間。連貫兩批次間的時間叫生產週期。生產週期變異是一種精益生產的衡量準則。
連續生產通常也是用差不多的方式來製作東西。例如，某汽車型號都有一致的車體形狀，只要重複不停斷地生產該型號，就可以降低製造成本。